# Melissa Fumero
Melissa Fumero (Lyndhurst, Nova Jersey, 19 de agosto de 1982) é uma atriz americana, que ficou conhecida por interpretar Adriana Cramer em One Life to Live, Zoe em Gossip Girl, e Amy Santiago em Brooklyn Nine-Nine.

## Início de vida
Fumero nasceu em Lyndhurst, Nova Jersey, filha de pais cubanos. Seus pais se mudaram para os Estados Unidos de Cuba quando adolescentes. Ela recebeu um Bacharel em Belas Artes em Drama pela Universidade de Nova Iorque em 2003.

## Carreira
Começou sua carreira em 2001, segunda atriz a interpretar Adriana em One Life to Live, Fumero se juntou à série em 20 de janeiro de 2004. Adriana é a filha há muito perdida de longa data Dorian Cramer Lord, retratado desde 1979 pelo vencedor Daytime Emmy Robin Strasser . Fumero ganhou o papel de Adriana em seu último dia como aluna da NYU. No final de 2007, ela decidiu não renovar seu contrato com a série, mas permaneceu em um status recorrente para encerrar o enredo de Adriana que terminou em 11 de junho de 2008. Fumero retornou ao One Life to Live em setembro de 2008 para uma temporada de 15 episódios. Fumero fez um guest stint no OLTL em 12 de fevereiro de 2010, para ajudar a inaugurar o retorno de Kelly Cramer (Gina Tognoni) 
Fumero fez sua estréia no cinema como protagonista do filme independente Tiny Dancer, de 2009. Em 2010, ela apareceu em seis episódios de Gossip Girl, da The CW, como Zoe, um dos lacaios de Blair Waldorf. Em 2013, ela foi escalada para o Brooklyn Nine-Nine da Fox como Amy Santiago, a protagonista feminina contracenando com Andy Samberg. Em 2019, Melissa fez sua estreia como diretora quando dirigiu o episódio "The Return of the King", na sexta temporada de Brooklyn Nine-Nine.

## Vida pessoal
Fumero casou-se com David Fumero, co-protagonista de One Life to Live, em 9 de dezembro de 2007, e é creditada como Melissa Fumero desde então. O casal tem dois filhos, nascidos em março de 2016 e fevereiro de 2020.

## Filmografia

### Filmes
| Ano  | Título                         | Papel        | Notas                        |
| ---- | ------------------------------ | ------------ | ---------------------------- |
| 2007 | Descent                        | Dorm Girl #2 | Cena deledata                |
| 2009 | I Hope They Serve Beer in Hell | Melissa      |                              |
| 2009 | Tiny Dancer                    | Ati          | Creditada como Melissa Gallo |
| 2013 | The House That Jack Built      | Lily         |                              |
| 2017 | DriverX                        | Jessica      |                              |

### Televisão
| Ano       | Título                               | Papel           | Notas                                         |
| --------- | ------------------------------------ | --------------- | --------------------------------------------- |
| 2004–2011 | One Life to Live                     | Adriana Cramer  | 208 episódios                                 |
| 2005      | All My Children                      | Adriana Cramer  | 2 episódios                                   |
| 2009      | Important Things with Demetri Martin | April           | Episódio: "Coolness"                          |
| 2010      | Gossip Girl                          | Zoe             | 6 episódios                                   |
| 2010      | The Mentalist                        | Carmen Reyes    | Episódio: "Red Letter"                        |
| 2011      | Royal Pains                          | Brooke          | Episódio: "Pit Stop"                          |
| 2012      | CSI: NY                              | Michelle Rhodes | Episódio: "The Real McCoy"                    |
| 2013      | Men at Work                          | April           | Episódio: "The New Boss"                      |
| 2013–2021 | Brooklyn Nine-Nine                   | Amy Santiago    | Elenco Principal                              |
| 2014      | Top Chef Duels                       | Herself         | Episódio: "Jen Carroll vs. Nyesha Arrington"  |
| 2015      | Hollywood Game Night                 | Ela mesma       | Episódio: "Your Popcorn Made a Messing"       |
| 2016      | Mack & Moxy                          | The Admirable   | Episódio: "A Bop-Topus' Garden"               |
| 2017      | Hell's Kitchen                       | Ela mesma       | Episódio: "A Little Slice of Hell"            |
| 2018      | The $100,000 Pyramid                 | Ela mesma       | Episódio: "Bobby Moynihan vs. Melissa Fumero" |
| 2019      | One Day at a Time                    | Estrellita      | Episódio: "O Funeral"                         |
| 2019      | America's Got Talent: The Champions  | Ela mesma       | Episódio: "Os Campeões - Resultados Finais"   |
| 2022      | Blockbuster                          | Eliza           | Elenco principal                              |
| 2023      | Digman!                              | Bella           | Elenco principal (Voz)                        |
| 2025      | Grosse Pointe Garden Society         | Birdie          | Elenco principal                              |

### Web
| Ano             | Título                               | Papel          | Notas             |
| --------------- | ------------------------------------ | -------------- | ----------------- |
| 2009            | Haute & Bothered                     | Jo             | 2 episódios       |
| 2011            | Half Empty                           | Jill           | Curta-metragem    |
| 2017            | Mourners, Inc.                       | Monica Herrera | Episódio: "Pilot" |
| 2024 - Presente | More Better with Stephanie & Melissa | Ela mesma      | Podcast           |

### Audiobooks
| Ano  | Título                                          | Função |
| ---- | ----------------------------------------------- | ------ |
| 2018 | The Land I Lost (Ghosts of the Shadow Market 7) | Voz    |

## Premiações
| Ano  | Prêmio             | Categoria                                                                    | Trabalho           | Resultado |
| ---- | ------------------ | ---------------------------------------------------------------------------- | ------------------ | --------- |
| 2006 | ALMA Awards        | Melhor Performance num Drama Diário                                          | One Life to Live   | Indicado  |
| 2015 | NHMC Impact Awards | Melhor Conquista e Contrubuição na Representção Positiva de Latinos na Mídia | Brooklyn Nine-Nine | Venceu    |
| 2015 | Imagen Awards      | Melhor Atriz Coadjuvante                                                     | Brooklyn Nine-Nine | Indicado  |
| 2016 | Imagen Awards      | Melhor Atriz Coadjuvante                                                     | Brooklyn Nine-Nine | Indicado  |